# Dragan Paljić
Dragan Paljić (Starnberg, 8 aprile 1983) è un ex calciatore tedesco, di ruolo centrocampista.

## Palmarès

### Club

#### Competizioni nazionali
- Campionato tedesco di seconda divisione: 1

Kaiserslautern: 2009-2010
- Campionato polacco: 1

Wisła Cracovia: 2010-2011